# دومينيك وينشتاين
دومينيك وينشتاين (بالألمانية: Domenic Weinstein)‏ (و. 1994  م) هو راكب دراجة هوائية ألماني، ولد في فيلينغن-شفنينغن، شارك في ركوب الدراجات في الألعاب الأولمبية الصيفية 2016.

## روابط خارجية
- دومينيك وينشتاين على موقع الاتحاد الدولي للدراجات (الإنجليزية)
- دومينيك وينشتاين على موقع أرشيف الدراجات (الإنجليزية)
- دومينيك وينشتاين على موقع إحصائيات الدراجات الإحترافية (الإنجليزية)
- دومينيك وينشتاين على موقع نسبة الدراجات (الإنجليزية)
- دومينيك وينشتاين على موقع CycleBase (الإنجليزية)
- دومينيك وينشتاين على موقع اللجنة الأولمبية الدولية (الإنجليزية)
- دومينيك وينشتاين على موقع أوليمبيديا (الإنجليزية)
- دومينيك وينشتاين على موقع اللجنة الأولمبية الألمانية (الألمانية)